# 劉義真
劉 義真（りゅう ぎしん、義熙3年（407年）- 景平2年6月4日（424年7月15日））は、南朝宋の皇族。廬陵孝献王。武帝劉裕の次男。

## 経歴
劉裕と孫修華のあいだの子として生まれた。義熙9年（413年）9月、桂陽県公に封じられた。義熙13年（417年）、劉裕が長安を占領したとき、義真は柏谷塢の留守をつとめた。都督雍涼秦三州之河東平陽河北三郡諸軍事・安西将軍・領護西戎校尉・雍州刺史に任じられた。同年12月、劉裕が南に帰還するため長安を去るにあたり、義真は王修の補佐を受けて関中の統治にあたった。都督并東秦二州司州之東安定新平二郡諸軍事の任を加えられ、東秦州刺史を兼ねた。
劉裕の帰還直後に赫連勃勃が関中に侵攻してくると、義真は王鎮悪と沈田子に迎撃させたが、両者は対立した。王鎮悪は沈田子に殺され、さらに沈田子も王修に殺された。そして讒言を信じた義真が王修を殺害すると、人心は離反し、関中は混乱におちいった。劉裕は義真に代わる雍州刺史として朱齢石を派遣した。義真は関中から撤退する途中、青泥で赫連勃勃に追いつかれて大敗を喫した。まもなく都督司雍秦并涼五州諸軍・建威将軍・司州刺史に任じられた。段宏が諮議参軍として義真を補佐した。
永初元年（420年）6月、劉裕が皇帝として即位すると、義真は廬陵王に封じられ、東城に移った。永初2年（421年）1月、司徒に上った。永初3年（422年）3月、使持節・侍中・都督南豫豫雍司秦并六州諸軍事・車騎将軍・開府儀同三司・南豫州刺史に任じられた。歴陽に駐屯するよう命じられたが、劉裕の死去まで赴任しなかった。
義真は文章を好んで、謝霊運や顔延之らと交友したが、そのことが徐羨之の忌避を買った。景平2年（424年）2月、徐羨之の弾劾を受けて、庶人に落とされ、新安郡に移された。前吉陽県令の張約之が義真を弁護する論陣を張ったが、張約之は梁州府参軍に左遷されて殺害された。6月、義真は配所で殺害された。享年は18。元嘉3年（426年）1月、徐羨之・傅亮らが殺害されると、義真の名誉は追って回復され、侍中・大将軍の位を追贈された。
義真に子はなく、文帝の五男の劉紹が後を嗣いだ。

## 伝記資料
- 『宋書』巻61 列伝第21
- 『南史』巻13 列伝第3